# Niceforonia adenobrachia
Niceforonia adenobrachia är en groddjursart som först beskrevs av Ardila-Robayo, Ruiz-Carranza och Barrera-Rodriguez 1996.  Niceforonia adenobrachia ingår i släktet Niceforonia och familjen Strabomantidae. IUCN kategoriserar arten globalt som akut hotad. Inga underarter finns listade i Catalogue of Life.